# Escrigues
Escrigues és una masia de Santa Maria de Merlès (Berguedà) inclosa a l'Inventari del Patrimoni Arquitectònic de Catalunya.

## Descripció
És una masia de planta quadrada, coberta a quatre vessants i coronada per una llanterna o torratxa que il·lumina l'interior de la masia i que està rematada per una balustrada. Està orientada a migdia i correspon a la tipologia de masia de galeries, precedent de la casa senyorial. Hi ha una simetria de totes les obertures, sobretot a la façana de migdia, però que es repeteix a les altres façanes.

## Història
L'any 1442-1444 la documentació enregistra a Gilabert de Tord, domiciliat a la baronia de la Portella, senyor de la Casa d'Escrigues i batlle natural de Merlès. Malgrat la masia actual és del segle xviii, el lloc d'Escrigues està documentat des del segle xv.